# Antiche unità di misura del circondario di Cuneo
Sono qui riportate le conversioni tra le antiche unità di misura in uso nel circondario di Cuneo e il sistema metrico decimale, così come stabilite ufficialmente nel 1877.
Nonostante l'apparente precisione nelle tavole, in molti casi è necessario considerare che i campioni utilizzati (anche per le tavole di epoca napoleonica) erano di fattura approssimativa o discordanti tra loro.

## Misure di lunghezza
| Comuni         | Denominazione  | Valore   | Unità |
| -------------- | -------------- | -------- | ----- |
| Tutti i comuni | Trabucco       | 3,082596 | m     |
| Tutti i comuni | Piede liprando | 0,513766 | m     |
| Tutti i comuni | Piede manuale  | 0,342511 | m     |
| Tutti i comuni | Piede legale   | 0,292561 | m     |
| Tutti i comuni | Raso           | 0,599394 | m     |
| Tutti i comuni | Tesa           | 1,712553 | m     |

| Comuni         | Denominazione  | Valore   | Unità |
| -------------- | -------------- | -------- | ----- |
| Tutti i comuni | Trabucco       | 3,086420 | m     |
| Tutti i comuni | Piede liprando | 0,514403 | m     |
| Tutti i comuni | Piede manuale  | 0,342936 | m     |
| Tutti i comuni | Piede legale   | 0,292924 | m     |
| Tutti i comuni | Raso           | 0,600137 | m     |
| Tutti i comuni | Tesa           | 1,714678 | m     |

Il piede liprando si divide in 12 once, l'oncia in 12 punti, il punto in 12 atomi.
6 piedi formano il trabucco.
800 trabucchi formano il miglio, misura itineraria.
Il piede manuale si divide in 8 once, l'oncia in 12 punti.
5 piedi manuali, ossia 40 once, formano la tesa.
Il piede legale corrisponde ad once 6 e punti 10 del piede liprando.
Il raso, misura mercantile, si divide in metà, terzi, quarti, sesti, ottavi, sedicesimi.

## Misure di superficie
| Comuni         | Denominazione     | Valore    | Unità |
| -------------- | ----------------- | --------- | ----- |
| Tutti i comuni | Trabucco quadrato | 9,502400  | m²    |
| Tutti i comuni | Piede quadrato    | 0,263956  | m²    |
| Tutti i comuni | Giornata          | 3800,9599 | m²    |
| Tutti i comuni | Tavola            | 38,009599 | m²    |

| Comuni         | Denominazione     | Valore    | Unità |
| -------------- | ----------------- | --------- | ----- |
| Tutti i comuni | Trabucco quadrato | 9,525987  | m²    |
| Tutti i comuni | Piede quadrato    | 0,264611  | m²    |
| Tutti i comuni | Giornata          | 3810,3948 | m²    |
| Tutti i comuni | Tavola            | 38,103948 | m²    |

Il piede quadrato si divide in 12 once di piede quadrato, l'oncia in 12 punti, il punto in 12 atomi.
Il trabucco quadrato si divide in 6 piedi di trabucco quadrato, il piede quadrato in 12 once, l'oncia in 12 punti, il punto in 12 Atomi.
Quattro trabucchi quadrati formano una tavola che si divide in 12 piedi di tavola, il piede in 12 once, l'oncia in 12 punti, il punto in 12 atomi di tavola.
Dodici tavole formano uno staro.
Cento tavole formano la giornata, l'unità più usata per le misure agraria.

## Misure di volume
| Comuni         | Denominazione      | Valore    | Unità |
| -------------- | ------------------ | --------- | ----- |
| Tutti i comuni | Piede cubo         | 135,611   | L     |
| Tutti i comuni | Trabucco cubo      | 29292,062 | L     |
| Tutti i comuni | Trabucco camerale  | 4068,342  | L     |
| Tutti i comuni | Piede manuale cubo | 40,181    | L     |
| Tutti i comuni | Tesa cuba          | 5022,644  | L     |
| Tutti i comuni | Tesa da pozzi      | 1808,152  | L     |
| Tutti i comuni | Carro da pietra    | 203,417   | L     |
| Tutti i comuni | Carro da sabbia    | 180,815   | L     |
| Tutti i comuni | Tesa da legna      | 4018,116  | L     |

| Comuni         | Denominazione      | Valore    | Unità |
| -------------- | ------------------ | --------- | ----- |
| Tutti i comuni | Piede cubo         | 136,117   | L     |
| Tutti i comuni | Trabucco cubo      | 29401,194 | L     |
| Tutti i comuni | Trabucco camerale  | 4083,499  | L     |
| Tutti i comuni | Piede manuale cubo | 40,331    | L     |
| Tutti i comuni | Tesa cuba          | 5041,357  | L     |
| Tutti i comuni | Tesa da pozzi      | 1814,887  | L     |
| Tutti i comuni | Carro da pietra    | 204,175   | L     |
| Tutti i comuni | Carro da sabbia    | 181,489   | L     |
| Tutti i comuni | Tesa da legna      | 4033,083  | L     |

Il piede cubo è di 1728 once cube e si divide in 12 once di piede cubo, l'oncia in 12 punti, il punto in 12 atomi di piede cubo.
216 piedi cubi formano un trabucco cubo, che si divide in 6 piedi di trabucco cubo, il piede in 12 once, l'oncia in 12 punti, il punto in 12 atomi.
30 piedi cubi formano il trabucco camerale da muro che si divide in 6 piedi, il piede in 12 once, l'oncia in 12 punti, il punto in 12 atomi.
Questo trabucco camerale da muro è il volume di un parallelepipedo rettangolo che ha un trabucco quadrato per base e 10 once di altezza.
Il piede manuale cubo è di 512 once cube.
La tesa cuba che serve per la misura del fieno e della paglia è di 125 piedi manuali, e si divide in 5 piedi di tesa cuba, il piede in 8 once, l'oncia in 12 punti, il punto in 12 atomi.
100 piedi manuali cubi formano la tesa da legna, che è il volume di un parallelepipedo rettangolo che ha una tesa quadrata di base e quattro piedi manuali di altezza.
45 piedi manuali cubi formano la tesa da pozzi.
2592 once cube formano il carro di pietra.
2304 once cube formano il carro di sabbia.

## Misure di capacità per gli aridi
| Comuni         | Denominazione  | Valore         | Unità          |
| -------------- | -------------- | -------------- | -------------- |
| Tutti i comuni | Prima del 1818 | Prima del 1818 | Prima del 1818 |
| Tutti i comuni | Emina          | 23,005556      | L              |
|                | Dopo il 1818   |                |                |
| Tutti i comuni | Emina          | 23,054974      | L              |
| Tenda, Briga   | Moturale       | 0,842448       | L              |

L'emina si divide in 8 coppi o 16 mezzi coppi, il coppo in 24 cucchiai.
Cinque emine formano il sacco.
Sei emine formano il sacco camerale, poco usato.
Sei moturali fanno un quarto che corrisponde alla quarta parte dell'emina di Nizza Marittima.

## Misure di capacità per i liquidi
| Comuni                          | Denominazione  | Valore         | Unità          |
| ------------------------------- | -------------- | -------------- | -------------- |
| Tutti i comuni                  | Prima del 1818 | Prima del 1818 | Prima del 1818 |
| Tutti i comuni                  | Brenta         | 49,284696      | L              |
|                                 | Dopo il 1818   |                |                |
| Tutti i comuni                  | Brenta         | 49,306931      | L              |
| Vinadio e comuni del mandamento | Pinta da vino  | 1,540841       | L              |
| Tenda, Briga                    | Pinta          | 1,123214       | L              |

La brenta si divide in 36 pinte, la pinta in 2 boccali, il boccale in 2 quartini, il quartino in 2 bicchieri.
Dieci brente formano la carra.
Otto brente formano un bottale.
La pinta di Vinadio si divide in 2 boccali, il boccale in 2 quartini.
La pinta di Tenda è 1/84 della carica di vino di Nizza Marittima.

## Pesi
| Comuni         | Denominazione  | Valore         | Unità          |
| -------------- | -------------- | -------------- | -------------- |
| Tutti i comuni | Prima del 1818 | Prima del 1818 | Prima del 1818 |
| Tutti i comuni | Libbra         | 368,845        | g              |
| Tutti i comuni | Libbra medica  | 307,370        | g              |
| Tutti i comuni | Marco          | 245,896        | g              |
| Tutti i comuni | Dopo il 1818   |                |                |
| Tutti i comuni | Libbra         | 368,880        | g              |
| Tutti i comuni | Libbra medica  | 307,400        | g              |
| Tutti i comuni | Marco          | 245,920        | kg             |

La libbra si divide in 12 once, l'oncia in 8 ottave, l'ottava in 3 denari, il denaro in 24 grani, il grano in 24 granotti.
25 libbre fanno il rubbo.
La libbra medica o farmaceutica si divide in 12 once, l'oncia in 8 dramme, la dramma in 3 scrupoli, lo scrupolo in 20 grani.
La libbra medica corrisponde a 10 once della libbra mercantile.
Il marco, unità di peso usato dagli orefici, si divide in 8 once, l'oncia in 24 denari, il denaro in 24 grani, il grano in 24 granotti.
Il carato, unità di peso usato per le gemme, è eguale a 4 grani.